# Dante del Castillo
Dante del Castillo (Orizaba, Veracruz; 2 de mayo de 1946 - Ciudad de México, 15 de enero de 2018) fue un escritor mexicano del género dramático. Muchas veces reconocido como un dramaturgo talentoso en varios concursos y actividades literarias universitarias en el país. Además de ser un reconocido dramaturgo, fue también director de escena. Montó con éxito en varios foros obras de Alejandro Licona y Miguel Ángel Tenorio. Falleció el 15 de enero de 2018, en la Ciudad de México a la edad de 71 años.

## Obras
Como dramaturgo ha publicado, entre otras las obras: 
- Adán, Eva y la otra
- Nada que ver una con otra (que tuvo verificación escénica en 1980 en la UAM).
- La Caja Misteriosa (ganadora del concurso de pastorelas del PRI de 1975).
- El mundo sin ti
- La zorra ventajosa y alevosa
- El gerente